# Copelatus platynotus
Copelatus platynotus är en skalbaggsart som beskrevs av Régimbart 1895. Copelatus platynotus ingår i släktet Copelatus och familjen dykare. Inga underarter finns listade i Catalogue of Life.